# Theo Funke Küpper
Theodorus Franciscus Anton 'Theo' Funke Küpper (Rotterdam, 19 oktober 1904 – Haarlem, 5 juli 1977) was een Nederlands kunstschilder, illustrator en strip- en reclametekenaar. Hij begon als reclametekenaar bij de Rotogravure Mij. in Leiden.
In 1934 werkte Küpper op de reclameafdeling van uitgeverij De Spaarnestad in Haarlem. Na de opheffing van die afdeling in 1935, bleef hij bij de uitgeverij werken, maar nu als freelance illustrator en striptekenaar. Hij publiceerde in Kleuterblaadje en Weekblaadje voor de Roomse Jeugd.
De door hem getekende strip De Verstrooide Professor verscheen tussen 1937 en 1966 in de bladen Kleuterblaadje/Okki. Vijfentwintig jaar lang, met een onderbreking in de Tweede Wereldoorlog, schreef en tekende hij daarvoor elke week één plaat. 
Toen Okki op 1 januari 1966 overging van De Spaarnestad naar Malmberg in 's-Hertogenbosch, is Küpper met deze strip gestopt. 
Küppers broers Albert Funke Küpper en Frans Funke Küpper waren eveneens actief als striptekenaar en illustrator.
- Biografisch Portaal: 62665623
- Nederlandse Thesaurus van Auteursnamen: 155437437
- RKD-Nederlands Instituut voor Kunstgeschiedenis: 29779
- Virtual International Authority File: 280368283